# Fray Escoba
Fray Escoba es una película española de 1961 dirigida por Ramón Torrado, con guion de Jaime García-Herranz, y protagonizada por el cubano René Muñoz. Fue un gran éxito en su época.

## Sinopsis
Narra la historia de Martín de Porres (René Muñoz) el primer santo afroamericano. Hijo del gobernador de Guayaquil y de una negra liberta panameña, ingresa en un convento dominico de Lima, donde se pasa el día barriendo, por lo que se gana el apodo de "Fray Escoba". Con el tiempo observa que Dios lo utiliza para obrar milagros.

## Reparto
- René Muñoz - Martín
- Esther Zulema - Ana Velázquez
- Jesús Tordesillas - Pare Prior
- Alfredo Mayo - Juan de Porres

## Premios y nominaciones
Medallas del Círculo de Escritores Cinematográficos
| Año  | Categoría                         | Nominación           | Resultado |
| ---- | --------------------------------- | -------------------- | --------- |
| 1961 | Mejor guion                       | Jaime García-Herranz | Ganador   |
| 1961 | Premio especial de interpretación | René Muñoz           | Ganador   |